# محمود رفیعی
محمود رفیعی (زاده ۱ اسفند ۱۳۴۵ در اراک) داور ایرانی فوتبال است. وی در سال ۱۳۷۰ داوری را شروع کرده و در سال ۲۰۰۵ وارد لیست فیفا شده است.